# Bisdom Chiemsee

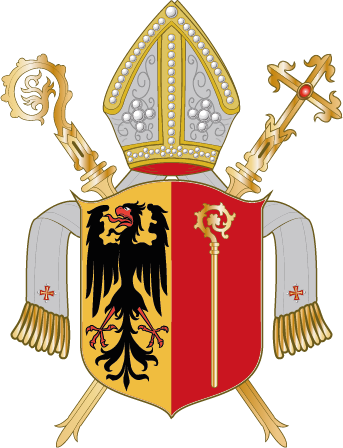
Wapen van het bisdom Chiemsee

Het bisdom Chiemsee (Latijn: Dioecesis Chiemensis) was sinds 1216 een bisdom.  Ten gevolge van de secularisatie in Beieren werd het in 1808 opgeheven. Het bisdomsgebied ging door Beierse Concordaat van 1817 op in de aartsbisdommen München-Freising en Salzburg.

## Geschiedenis

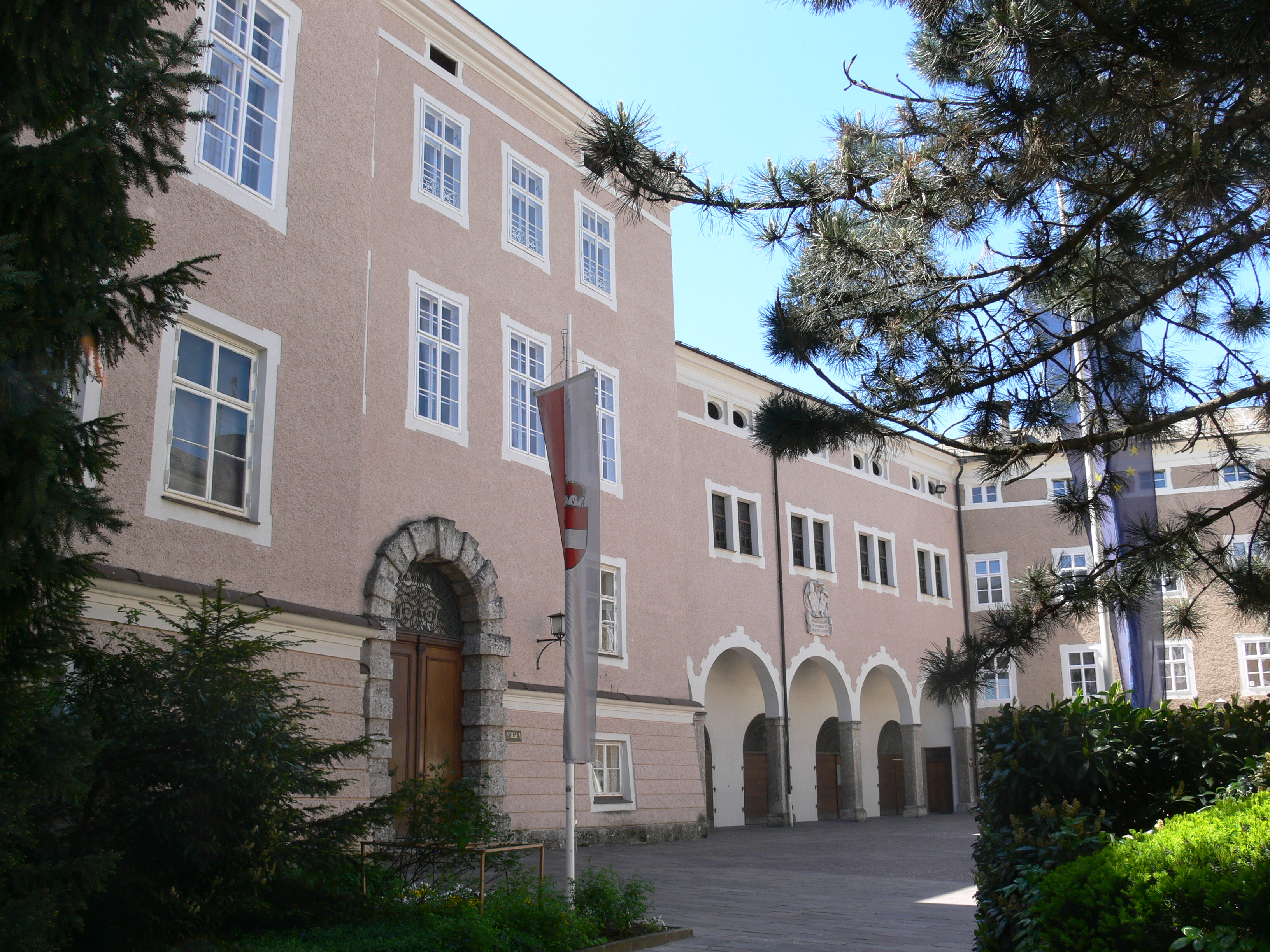
De Chiemseehof in Salzburg, sinds de veertiende eeuw de zetel van de bisschoppen van Chiemsee.

Het bisdom Chiemsee werd in 1216 door de aartsbisschop van Salzburg, Eberhard van Regensberg gesticht. Hij volgde daarbij het voorbeeld van zijn voorgangers, die het bisdom Gurk als eigenbisdom hadden gesticht. Keizer Frederik II bestemde in 1213 eerst Frauenchiemsee en in  1215 Herrenchiemsee voor het bisdom. Nog in hetzelfde jaar keurde ook paus Innocentius III het plan van de aartsbisschop goed. Tot kathedraal werd de kerk van het klooster Herrenchiemsee aangewezen. De Augustijner koorheren van het klooster Herrenchiemsee vormden het domkapittel. Aan het hoofd stond een domproost, die gelijktijdig aartsdiaken van het bisdom was.
De vorming van weer een  eigen bisdom werd gelegitimeerd door de geografische uitgestrektheid van het aartsbisdom Salzburg, waarvoor een eigen bisschop ter plaatse gewenst was zonder dat er een nieuw landsbisdom gesticht werd. 
De bisschop van Chiemsee gold als leenman van de aartsbisschop van Salzburg en werd door deze benoemd, bevestigd, geconsacreerd en voorzien van de investituur. Hij functioneerde daardoor als de persoonlijke wijbisschop van de aartsbisschop. De aartsbisschop kon hem ook andere taken opdragen. Hoewel bisschop met een eigen bisdom, resideerde de bisschop vermoedelijk in Salzburg waar hij in het begin van de veertiende eeuw de Chiemseehof bewoonde. Hoewel de bisschoppen in de veertiende eeuw hun bevoegdheden konden vergroten, bleven ze in vergelijking met andere bisschoppen steeds onder de  “Hoheit” van de aartsbisschop. De bisschop had dan ook geen zitting in de Rijksdag. 
Nadat de laatste bisschop Sigmund Christoph van Zeil en Trauchburg afstand had gedaan van zijn ambt werd het bisdom in 1808 door het koninkrijk Beieren geseculariseerd. Ten gevolge van het Concordaat van 1817 ging het gebied over aan de aartsbisdommen München-Freising en Salzburg.

## Omvang en organisatie
Het gebied van het bisdom Chiemsee werd geheel omsloten door het aartsbisdom Salzburg. De grenzen liepen van de Chiemsee tot de Thurnpas in Tirol en over het  Achendal terug naar de Chiemsee.
Bij de stichting bestond het bisdom uit tien parochies. Daarvan lagen er vijf in Beieren en vijf in Tirol. In 1804 waren er elf parochies.

## Titulair bisdom Chiemsee
In januari 2009 werd het voormalige bisdom door paus Benedictus XVI als titulair bisdom hersteld.
- Gemeinsame Normdatei: 1204680876